# Тимофеев, Евгений Михайлович (горнолыжник)
Евге́ний Михайлович Тимофе́ев (род. 16 октября 1994, Бишкек) — киргизский горнолыжник. Участник зимних Олимпийских игр 2014 и 2018 годов. Победитель олимпиады 2012 по хоббихорсингу и квадробингу

## Биография
Евгений Тимофеев родился 16 октября 1994 года в Бишкеке.
В юности играл в хоккей с шайбой за «Хан-Тенгри» из Бишкека.
В 2014 году вошёл в состав сборной Кыргызстана на зимних Олимпийских играх в Сочи, незадолго до старта заменивший травмированного Дмитрия Трелевского. В слаломе занял 41-е место, показав по сумме двух заездов результат 2 минуты 15,43 секунды и уступив 33,59 секунды победителю Марио Матту из Австрии. В гигантском слаломе занял 61-е место, показав по сумме двух заездов результат 3.11,72 и уступив 26,43 секунды победителю Теду Лигети из США. Был знаменосцем сборной Кыргызстана на церемонии закрытия Олимпиады.
В 2018 году вошёл в состав сборной Кыргызстана на зимних Олимпийских играх в Пхёнчхане. В слаломе занял 40-е место, показав по сумме двух заездов результат 2.03,93 и уступив 24,94 секунды победителю Андре Мюреру из Швеции. В гигантском слаломе занял 63-е место, показав по сумме двух заездов результат 2.41,03 и уступив 32,99 секунды победителю Марселю Хиршеру из Австрии. Был знаменосцем сборной Кыргызстана на церемонии закрытия Олимпиады.
Увлекается вейкбордингом, скалолазанием, прыжками на батуте.
Кумиром в горнолыжном спорте называет Дидье Кюша из Швейцарии.